# On a Storyteller's Night
On A Storyteller's Night est un album du groupe de rock britannique Magnum sorti en 1985.

## Liste des pistes
1. How far Jerusalem
2. Just like an arrow
3. On a storyteller's night
4. Before first light
5. Les morts dansant
6. Endless love
7. Two hearts
8. Steal your heart
9. All england's eyes
10. The last dance